# L'An 2440, rêve s'il en fut jamais
L’An 2440, rêve s’il en fut jamais est un roman publié par Louis-Sébastien Mercier en 1771.
Le roman peut être considéré comme le premier roman d'anticipation dans lequel on retrouve le programme de la philosophie des Lumières. Il s'agit de la première utopie qui se situe ailleurs dans le temps, et non plus sur une autre Terre,.
Il exprime le contraste entre le système de l’absolutisme et une société libre, quoique encore sous la gouverne d’un roi, où le mérite personnel a remplacé les privilèges héréditaires. Ce texte, dont le plan de rédaction reprend fondamentalement l’organisation qui préside à la création du Tableau de Paris de chaque sujet précis en chapitre particulier, est, par-dessus tout, une critique virulente des tares de la société contemporaine. Voulant profondément le bien-être de ses concitoyens, l’auteur se sert de ce roman d’anticipation comme lieu de dénonciation des abus dans l’espoir que les dirigeants en place oseront effectuer les changements nécessaires à la félicité humaine. Mercier critique le fait que le roi ne s’occupe pas suffisamment du peuple. Il s’occupe du palais, des fêtes, des monuments et de la splendeur, au lieu d’améliorer les conditions de vie du peuple et de l’éclairer. La morale : « les monuments de l’orgueil sont fragiles ».

## Résumé
Le narrateur, après une discussion avec un Anglais, qui lui montre toutes les tares de la société française en ce dernier tiers des Lumières (1770, sous le règne de Louis XV), s’endort et se réveille, après avoir dormi 670 ans, en 2440 au milieu d’une société bien des fois renouvelée dans une France telle que son imagination pourrait la désirer, libérée par une révolution paisible et heureuse. L’oppression, les abus ont disparu ; la raison, les lumières, la justice règnent. Tout le roman montre ce Paris renouvelé et se termine sur une scène où le narrateur va à Versailles et retrouve le château en ruine où il rencontre un vieillard qui n'est nul autre que Louis XIV : le vieux roi pleure, miné par la culpabilité. Un serpent, tapi dans les ruines, mord le narrateur qui se réveille.

## Réception
« Que de progrès, que d’heureuses réformes ! dit Ratisbonne. C’est aussi la réalisation des utopies de Mercier et des chimères de son imagination ; un rêve où le naturel se croise avec l’invraisemblable, ou les idées justes se mêlent aux extravagances. » Ainsi Mercier montre les langues modernes de l’Europe substituées dans l’enseignement aux langues grecque et latine, et l’étude des sciences physiques introduite dans l’éducation élémentaire. Mercier est, en revanche, bien loin de se douter comment les réformes les plus nécessaires s’obtiendront : les changements qu’il annonce doivent être, selon lui, le résultat d’une conversion successive des esprits, déterminée par le seul ascendant moral de la philosophie.
Plusieurs de ses prophéties se réalisèrent du vivant de Mercier qui put dire, par la suite, en parlant de l’An 2440, quoiqu’il ne crût guère au succès d’un mouvement politique avant 1789 : « C’est dans ce livre que j’ai mis au jour et sans équivoque une prédiction qui embrassait tous les changements possibles depuis la destruction des parlements jusqu'à l’adoption des chapeaux ronds. Je suis donc le véritable prophète de la révolution et je le dis sans orgueil. » Il est vrai que certaines de ses prédictions se sont réalisées avec la Révolution, comme lorsque celui qui fut surnommé le « singe de Jean-Jacques », s’élevant avec force contre l’indépendance dont jouissent les femmes, voudrait les voir rentrer dans la condition où elles se trouvaient au temps des patriarches, car la Révolution marqua effectivement un net recul pour les droits des femmes en France. Il eut tort sur d’autres ; ainsi dans le chapitre intitulé la Bibliothèque du Roi : « Je tombai sur un Voltaire. Ô ciel ! m’écriai-je, qu’il a perdu de son embonpoint ! Où sont ces vingt-six volumes in-quarto, émanés de sa plume brillante, intarissable ? Si ce célèbre écrivain revenait au monde, qu’il serait étonné ! — Nous avons été obligés d’en brûler une bonne partie, me répondit-on. »
Le gouvernement prit le rêve du philosophe pour un pamphlet contre la société existante, et l’ouvrage de Mercier fut interdit en France ; mais l’auteur ne fut pas inquiété.

## Éditions
L’An 2440 rencontra le succès en librairie. Douze ans plus tard, il avait connu pas moins de vingt éditions et se voyait traduit en italien, allemand et anglais. La réception de l’An 2440 fut particulièrement chaleureuse en Allemagne où il fut lu de Fichte, Goethe, Herder, Jacobi, Jean-Paul Richter, Schiller et Wieland.

## Postérité
Dans les éditions suivantes, Mercier se targue d'avoir été « le véritable prophète » de la Révolution française en ayant « prédit » les événements.
E. A. Poe, commentant cette fiction, notait sévèrement : « Ceux qui raisonnent a priori sur la politique sont les individus les plus risibles qu'on puisse imaginer. Seule la trop grande subtilité de leurs arguments m'interdit de les croire assez stupides pour qu'ils en soient les dupes ».
Plus récemment, pour Raymond Trousson :

« on est à vrai dire assez loin de compte : dans L'an 2440, si la Bastille a été démantelée, ce ne fut pas par l'insurrection, mais par un « prince philosophe » instaurateur d'une monarchie constitutionnelle ; la France est toujours sagement régie par un lointain descendant de Louis XV et la noblesse subsiste, mais ducs et princes tiennent table ouverte pour les étrangers et les nécessiteux. […] Tout cela reflète surtout les aspirations du temps, non un programme révolutionnaire : aucune atteinte à la constitution de la famille, à la propriété, à la libre entreprise, nul bouleversement politique. Si la société de Mercier est meilleure, elle le doit, non à un profond changement structurel, mais à la diffusion des lumières et aux progrès de l'éducation morale — moins XXVe siècle que XVIIIe siècle amélioré. »

Certains auteurs croient que c'est à la vogue de ce roman que l'on doit l'expression « s’en foutre comme de l’an quarante » (apparue selon Maurice Rat pour la première fois aux environs de 1790) par laquelle les royalistes, aux premiers jours de la République, auraient fait valoir leur scepticisme extrême quant au caractère réaliste des attentes exprimées dans cette utopie.

## Éditions
Ce texte ayant connu quatre versions (1771, 1776, 1786 et 1799), certains des ajouts de Mercier (principalement des notes en bas de page) montrent un auteur satisfait de préciser que tel abus a cessé depuis la première publication de son uchronie. L'édition de 1776 comporte la mention "Revue & corrigée par l'Auteur, qui a jugé à propos de refondre le Chapitre de la Bibliotheque du Roi."

## Éditions modernes
- L’An 2440 : rêve s’il en fut jamais, La Découverte, 1999.  (ISBN 978-2-70713117-1)
- L'An 2440 : rêve s’il en fut jamais, Burozoïque, 2010 (coll. Le Répertoire des îles), version illustrée par Delphine Duprat  (ISBN 978-2-917130-23-0)